# Université pontificale catholique de Valparaíso
L'université pontificale catholique de Valparaíso (Pontificia Universidad Católica de Valparaíso en espagnol) est une université chilienne fondée en 1925. C'est l'une des six universités catholiques du pays, et la première à avoir été fondée en dehors de la capitale. C'est également l'une des trois universités dont le siège se trouve à Valparaíso.
Principalement privée, elle est cependant financée partiellement par des subventions publiques. Elle compte huit facultés, trois instituts, ainsi qu'un centre de formation technique. L'université détient également la chaîne de télévision "UCV Televisión".

## Galerie

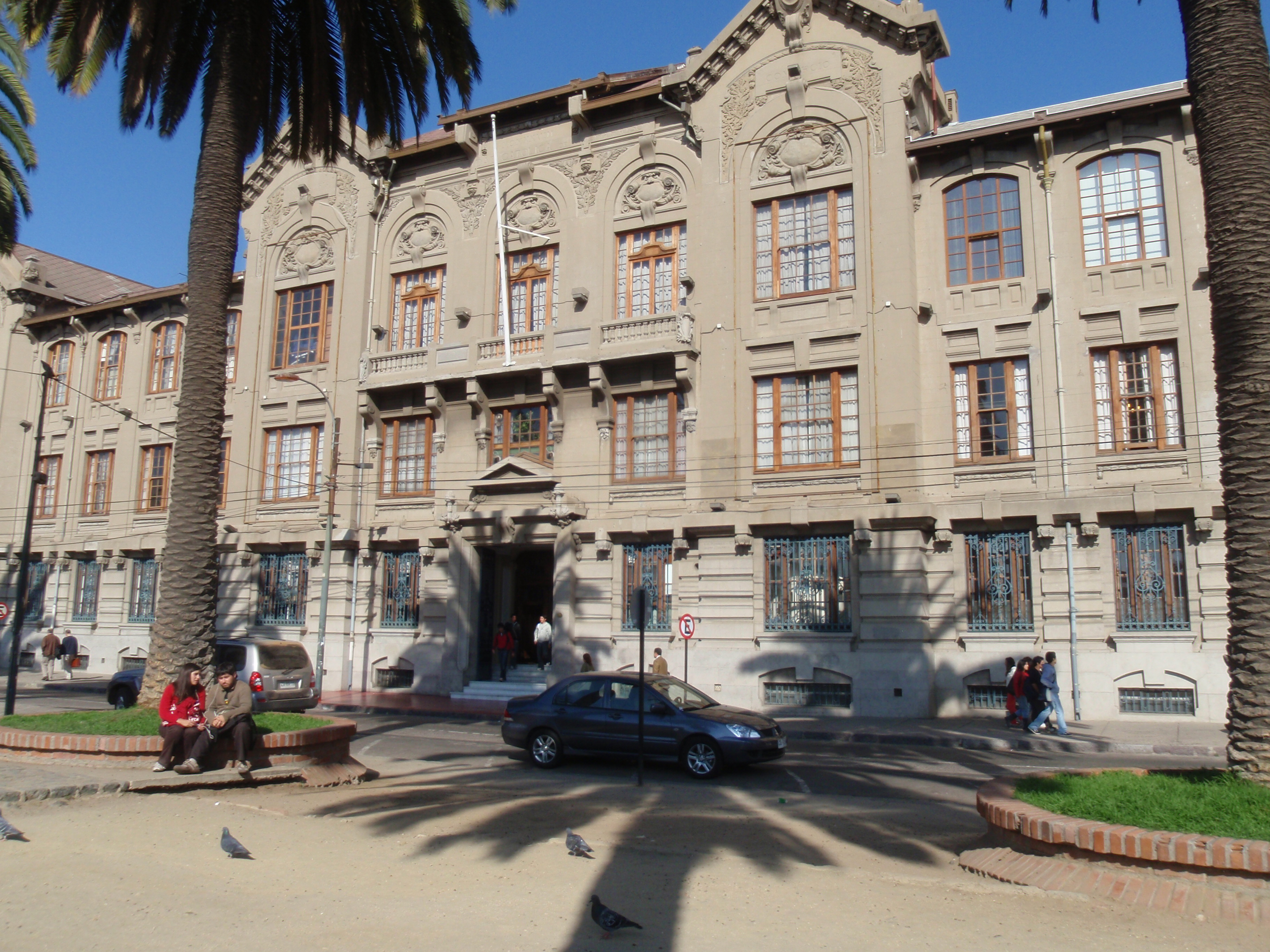
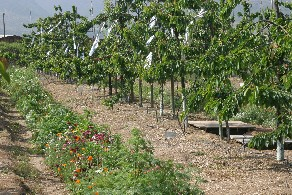

## Anciens étudiants
- Paola Tapia